# Propașne, Solone
Propașne (în ucraineană Пропашне) este un sat în comuna Pavlivka din raionul Solone, regiunea Dnipropetrovsk, Ucraina.

## Demografie
Componența lingvistică a localității Propașne
     Ucraineană (95,08%)
     Rusă (4,51%)
Conform recensământului din 2001, majoritatea populației localității Propașne era vorbitoare de ucraineană (95,08%), existând în minoritate și vorbitori de rusă (4,51%).